# Campagne de Bermuda Hundred
Batailles
Campagne de Bermuda Hundred
- Port Walthall Junction
- Swift Creek
- Chester Station
- Proctor's Creek
- Ware Bottom Church

La campagne de Bermuda Hundred est une série de batailles de la guerre de Sécession qui se déroulèrent, du 6 au 20 mai 1864, à Bermuda Hundred, une localité située au confluent de la James River et le l'Appomattox River, à une quarantaine de kilomètres au sud de Richmond, la capitale confédérée.
Lors de cette campagne, le major-général Benjamin Butler, commandant, pour l'Union, de l'Army of the James, menace Richmond par l'est mais il est arrêté par les forces du général confédéré Pierre Gustave Toutant de Beauregard.

## Contexte

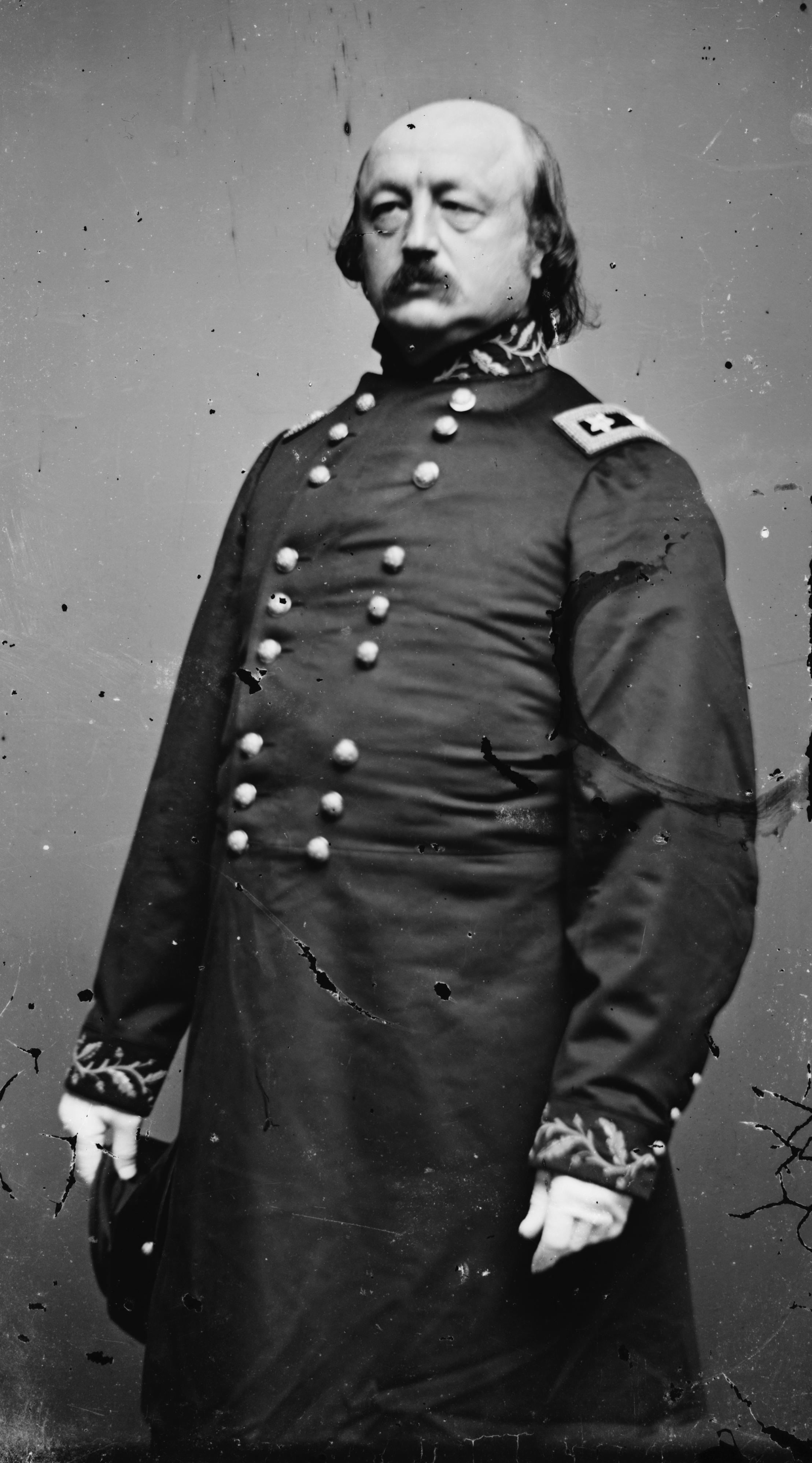
Benjamin Franklin Butler. Sous la conduite de ce général très « politique », la campagne de Bermuda Hundred fut un échec global pour les troupes de l'Union.

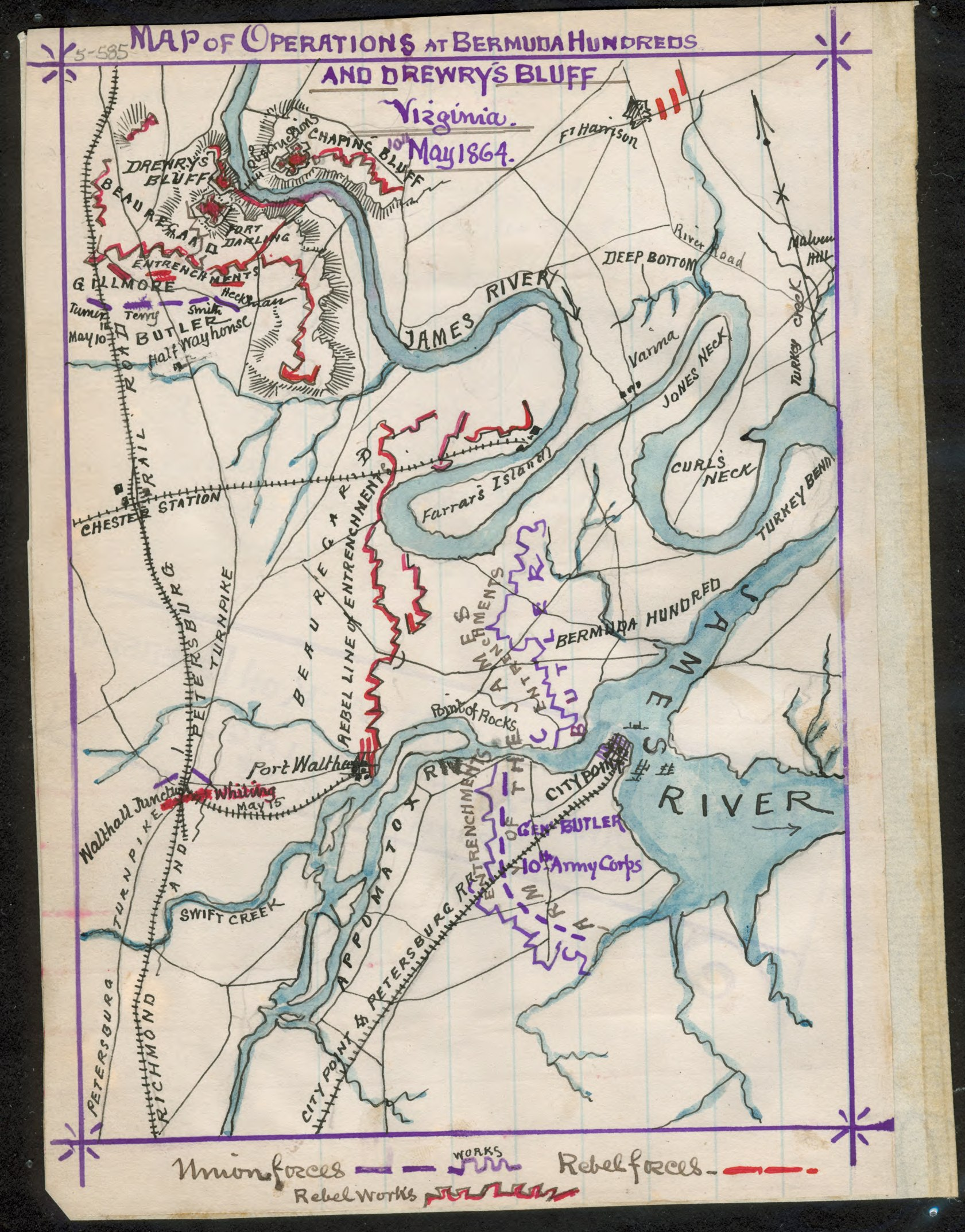
Carte établie par Robert Knox Sneden (1832-1918) pendant la campagne de Bermuda Hundred. L'artiste-cartographe a mis en évidence les positions des forces fédérales et confédérées : Port Walthall Junction, Fort Darling, Drewry's Bluff, Bermuda Hundred et City Point (Bibliothèque du Congrès).

En mars 1864, Ulysses S. Grant avait été extrait du Théâtre occidental de la Guerre de Sécession pour être promu lieutenant-général et mis à la tête de toutes les armées de l'Union.
Laissant au major-général William Tecumseh Sherman le commandement de l'essentiel des armées opérant dans l'Ouest, Grant élabora une stratégie globale et coordonnée visant à frapper simultanément, à partir de points différents, au cœur des territoires confédérés : 
- Grant, George G. Meade, et Butler devaient attaquer Robert Lee dans les alentours de Richmond,
- Franz Sigel se voyait confier la Vallée de Shenandoah,
- Sherman devait envahir la Géorgie, battre l'armée confédérée de Joseph E. Johnston et s'emparer d'Atlanta,
- George Crook et William W. Averell étaient chargés des opérations contre les lignes de chemin de fer servant au ravitaillement des Confédérés en Virginie-Occidentale,
- Nathaniel Banks avait pour objectif de prendre Mobile.

Ce plan constitue la première offensive stratégique coordonnée des armées de l'Union depuis le début de la guerre, en 1861.
Grant et Meade attaquent frontalement Lee et son Armée de Virginie du Nord dans une série d'affrontements regroupés sous le nom  d'Overland Campaign.
Pendant ce temps, Butler se voit assigner pour mission de déployer ses 33 000 hommes dans la péninsule de Virginie, via la James River, et de les diriger en toute hâte au nord-ouest de Richmond. L'objectif n'était pas de s'en prendre directement à la capitale confédérée, mais de couper la voie ferrée vitale qui ravitaille Richmond et Petersburg et d'obliger Lee à envoyer des renforts dans ce secteur, afin de l'affaiblir face à Grant et à Meade.
Butler fait partie des political generals, nommé en tant que soutien de Lincoln dans sa course à la réélection plutôt que pour ses talents militaires. Sa carrière comptait déjà plus de polémiques que de victoires, mais Grant imaginait de compenser ses points faibles en l'entourant de deux solides adjoints, Quincy A. Gillmore, commandant le X corps, et  William F. « Baldy » Smith, commandant le XVIIIe corps. Aucun des deux ne s'avéra cependant assez déterminé pour compenser l'inexpérience de Butler.
La campagne tient son nom d'un petit village de pêcheur, Bermuda Hundred, situé au confluent de la James River et le l'Appomattox River, à une quarantaine de kilomètres au sud de Richmond, la capitale confédérée, et à 25 km au nord-est de Petersburg, juste en aval du point au-delà duquel les navires de guerre de l'Union ne pouvaient plus s'aventurer (Drewry's Bluff).
Le 5 mai, l'Army of the James, commandée par Butler, débarque à Bermuda Hundred, au moment même où Grant inaugure sa campagne d'Overland avec la bataille de la Wilderness. Butler dépose également à City Point quelques unités qui pourraient s'avérer utiles pour menacer Petersburg.
Dans un premier temps, Butler entreprend des mouvements raisonnés. Il a, face à lui, l'armée confédérée commandée par Beauregard et composée des 18 000 hommes du Department of North Carolina and Southern Virginia, parmi lesquels de nombreux adolescents et des hommes âgés originaires de la région de Richmond-Petersburg. Même avec la présence, aux côtés de Beauregard, de George Pickett, auréolé du prestige de sa fameuse charge à Gettysburg, ces forces n'ont, en théorie, rien de comparable avec celles de Butler.

## Combats
Les batailles livrées dans le cadre de la campagne de Bermuda Hundred sont :
- Port Walthall Junction (6 et 7 mai 1864)
- Swift Creek (9 mai)
- Chester Station (10 mai)
- Proctor's Creek (12–16 mai)
- Ware Bottom Church (20 mai).

### Port Walthall Junction (6 et 7 mai 1864)
Le 6 mai, les premières reconnaissances des Fédéraux sont interceptées par les hommes du brigadier-général Johnson Hagood (en) à Port Walthall Junction, un nœud ferroviaire important. Le 7 mai, une division de l'Union déloge les brigades de Hagood et de Bushrod Johnson du dépôt de chemin de fer et coupe la voie ferrée. Les défenseurs confédérés se retranchent derrière Swift Creek en attendant des renforts

### Swift Creek (9 mai)
Butler engage ses forces dans la direction de Petersburg et se heurte à la division de Bushrod Johnson à Swift Creek. Une attaque prématurée des Confédérés à Arrowfield Church est repoussée avec de lourdes pertes, mais les Fédéraux ne poussent pas leur avantage. Après ces escarmouches, Butler se contente de démanteler la voie de chemin de fer, sans insister contre les défenses confédérées. Accompagnant l'avancée sur Swift Creek, cinq vaisseaux de l'Union remontent l'Appomattox River pour bombarder Fort Clifton, tandis que les Afro-Américains du brigadier-général Edward W. Hincks, qui progressent parallèlement sur la rive, s'enlisent dans le terrain marécageux. Les navires de l'Union sont  rapidement repoussés et l'attaque de l'infanterie est abandonnée

### Chester Station (10 mai)
Des éléments de la division confédérée du major-général Robert Ransom conduisent une reconnaissance en force contre une portion de l'armée de Butler occupée à détruire la voie ferrée à hauteur de Chester Station. Les Confédérés attaquent à proximité de Winfree House et les Fédéraux se replient sur leurs retranchements de Bermuda Hundred.

### Proctor's Creek (12–16 mai)
Butler attaque la ligne Confédérée à Drewry's Bluff, mais adopte à nouveau une posture défensive quand il s'aperçoit que son assaut n'est pas soutenu par les canonnières de l'Union. Le 13 mai, une colonne de Fédéraux enfonce le flanc droit des Confédérés à Wooldridge House, emportant une ligne de retranchements. Butler reste cependant prudent, ce qui donne à Beauregard le temps de concentrer ses forces. À l'aube du 16 mai, la division confédérée de Ransom attaque le flanc droit de Butler, mettant en déroute plusieurs unités. Ses attaques suivantes se perdent dans le brouillard, mais les Fédéraux sont maintenant désorganisés et démoralisés. Après des combats acharnés, Butler parvient à s'extraire de la mêlée et se replie à nouveau derrière sa ligne de défense, à Bermuda Hundred. L'offensive de Butler sur Richmond est terminée.

### Ware Bottom Church (20 mai)
Des forces confédérées sous le commandement de Beauregard  attaquent les lignes de Butler près de Ware Bottom Church. Près de 10 000 hommes sont impliqués dans cette action. Après avoir fait reculer les sentinelles avancées de Butler, les Confédérés construisent une nouvelle ligne de défense, la Howlett Line, emmurant de fait les Fédéraux dans Bermuda Hundred

## Bilan
L'expédition de Butler constitue globalement un échec. Il se retrouve encerclé à Bermuda Hundred et perd toute liberté de mouvement. Bien qu'il soit brièvement parvenu à distraire les forces confédérées, leurs victoires de Proctor's Creek et de Ware Bottom Church permettent à Beauregard de dépêcher à Lee des renforts importants qui arrivent à point nommé pour participer à la bataille de Cold Harbor.
Grant, dans ses Mémoires relate une conversation avec Barnard, son ingénieur-en-chef à propos des tribulations de Butler :
« 
Il me dit que le général occupait, entre les rivières James et Appomattox, une position très solide qu'une force réduite pouvait tenir indéfiniment face à un ennemi très supérieur en nombre, mais qu'il ne pouvait par contre rien tenter en matière d'offensive. Je lui demandai alors pourquoi Butler ne quittait pas cette position pour s'avancer, en traversant la ligne de chemin de fer Richmond-Petersburg, dans le dos et au sud de Richmond. Il répondit que ce n'était pas possible, parce que l'ennemi occupait quasiment la même ligne que Butler en travers de la langue de terre. Il sortit alors son crayon et dessina un croquis de l'endroit, faisant remarquer que la position ressemblait à une bouteille et que les retranchements de Butler en travers du goulot en dessinaient le bouchon ; que l'ennemi avait construit une ligne tout aussi forte en face de lui en travers du goulot ; et que, de cette manière, Butler se trouvait comme dans une bouteille. Il était totalement à l'abri d'une attaque, mais, comme le disait Barnard, l'ennemi avait bouché la bouteille et, avec un effectif réduit, pouvait garder le bouchon en place. »
Les forces de Butler seront finalement utilisées pour le siège de Petersburg et des hommes de l'Union resteront en garnison à Bermuda Hundred pendant toute la durée du siège.